# Валит, Анатолий Анисимович
Анатолий Анисимович Валит (24 июля 1929, Ленинград—9 мая 2006, Архангельск) — советский партийный и хозяйственный деятель, первый секретарь Архангельского горкома КПСС (1963—1974).

## Биография
После окончания в 1953 году Горьковского института инженеров водного транспорта, работал на Лимендском судоремонтном заводе в Котласе заместителем начальника, затем начальником корпусно-сварочного цеха. С 1955 года член КПСС, с 1956 года секретарь партийного бюро Лимендского завода.
В 1957—1958 годах работал главным инженером Котласского речного порта, в 1958—1963 годах — второй, затем первый секретарь Котласского горкома КПСС.
В 1963—1974 годах — первый секретарь Архангельского горкома КПСС. В 1967 году заочно окончил Высшую партийную школу при ЦК КПСС (1967).
В 1974—1981 годах — председатель Архангельской областной плановой комиссии, в 1981—1988 годах — заместитель председателя Архангельского областного исполнительного комитета-председатель облплана.
В 1988—1989 годах работал первым заместителем начальника Главного планово-экономического управления Архангельского областного исполкома. 
Избирался членом бюро Архангельского обкома КПСС, депутатом областного и городского Советов депутатов трудящихся, делегатом XXII и XXIII съездов КПСС.
С 1989 года на пенсии.
Похоронен в Архангельске на Кузнечевском (Вологодском) кладбище.

## Награды
- орден «Знак Почёта»
- орден Трудового Красного Знамени